# 五社プロダクション
五社プロダクション（ごしゃプロダクション）は、東京都にある映画・放送番組制作プロダクション。
2021年までは俳優部を持ち芸能事務所でもあった。
現在芸能プロダクション事業を撤退した。
創設者は映画監督の五社英雄。
様々な映画やドラマで警察監修を行っており、現在では検察や刑務所、軍事関連の監修も行っている。

## 会社概要
- 社名：有限会社五社プロダクション
- 代表取締役：五社巴[3]

## 製作作品
- 薄化粧（1985年）[4]
- 十手舞（1986年）[4]

## 所属者
- 文化・監修部

チーム五社
主に警察ドラマや映画での『警察監修』を行っている。その監修チームの所属者のほとんどが警視庁を勇退した警察OBである。
ドラマや映画のストーリー上、検察や刑務所、軍事、探偵などに関する監修の要望にも対応しており警察監修以外の所属者も多く、様々な監修業務を請け負っている。
- 監修考察室

俳優部解散後に設置され、監修部の補佐的な役割を担っている。主に撮影現場での装備品などの指導はもちろん、所作指導ではエキストラ出演者向けに丁寧でわかりやすい指導を行い、短時間で『本格的に映る』指導には定評がある。他には企画や広報室としても機能しており、撮影現場では演出制作側の質問要望に対応するなどその業務は多岐に渡る。
- 俳優部

※2021年11月をもって解散。現在、俳優の所属者は無し。

## 過去の所属アーティスト(芸能・俳優部)
- 小島可奈子
- 隆大介
- 七世一樹
- 平野貴大
- 村上かず
- 岡田優
- 江島史織
- 石井のりえ
- 江藤聖矢
- 大神拓哉
- 渡辺コウジ
- 加藤慎吾
- 友寄有司
- 松本勝
- 中島透
- 熊木聡一